# Ponoševac
Ponoshec en albanais et Ponoševac en serbe latin (en serbe cyrillique : Поношевац) est une localité du Kosovo située dans la commune/municipalité de Gjakovë/Đakovica, district de Gjakovë/Đakovica (Kosovo) ou de Pejë/Peć (Serbie). Selon le recensement kosovar de 2011, elle compte 585 habitants, tous albanais.

## Histoire
Sur le territoire du village se trouve un tumulus remontant à la Préhistoire, proposé pour une inscription sur la liste des monuments culturels du Kosovo.
La mosquée de Ponoshec/Ponoševac date du XVIIIe siècle et est elle aussi proposée pour une inscription.

## Démographie

### Évolution historique de la population dans la localité
| 1948 | 1953 | 1961 | 1971 | 1981 | 1991 | 2011 |
| ---- | ---- | ---- | ---- | ---- | ---- | ---- |
| 386  | 433  | 512  | 575  | 710  | 764  | 585  |

|  |